# Nefelometrija
Nefelometrija je tehnika za određivanja mutnoće uzorka putem propuštanja svetlosti kroz njega. U nefelometriji, za razliku od turbidimetrije, merenje intenziteta svetlosti se vrši pod uglom u odnosu na pravac izvora svetlosti.
Ova tehnika je u širokoj upotrebi u kliničkim laboratorijama, jer se ona relativno lako može automatizovati. Ona je bazirana na principu da razblažena suspenzija malih čestica rasipa svetlost (obično lasersku svetlost) propuštenu kroz nju, umesto da je jednostavno apsorbuje. Količina rasipanja se određuje sakupljanjem svetlost pod uglom od obično 70 ili 75 stepeni.
Nefelometrija se koristi u imunologiji za određivanje nivoa IgM, IgG i IgA. Antitela i antigeni se pomešaju u koncentracijama na kojima se samo mali agregati formiraju, tako da se oni ne istalože brzo. Količina rasute svetlosti se meri i poredi sa rasutom količinom standardne disperzije.

## Literatura
- Mary C. Haven; Gregory A. Tetrault; Jerald R. Schenken (1994). Laboratory Instrumentation. John Wiley and Sons. ISBN 978-0-471-28572-4.